# 엇호프트-폴랴코프 자기 홀극
엇호프트-폴랴코프 자기 홀극('t Hooft–Polyakov monopole)은 게이지 이론에서 발생하는 자기 홀극이다. 헤라르뒤스 엇호프트와 알렉산드르 마르코비치 폴랴코프가 독립적으로 1974년에 고안하였다. 표준 모형에는 존재하지 않지만, 대부분의 대통일 이론은 이를 포함한다. 아직 실험적으로 발견되지 않았다.

## 정의
시공간이 {\displaystyle \mathbb {R} ^{d+1}}이라고 하자. 가능한 진공 상태들의 집합을 {\displaystyle {\mathcal {M}}}이라고 하자. 그렇다면 위상수학적으로 자명하지 않은 상태들은 공간의 무한대 {\displaystyle S^{d-1}}에서 {\displaystyle {\mathcal {M}}}으로 가는 연속함수들의 호모토피류들의 집합, 즉 제{\displaystyle d-1}차 호모토피 군 {\displaystyle \pi _{d-1}({\mathcal {M}})}에 의하여 분류된다.
게이지 군 {\displaystyle G}를 가진 게이지 이론이 자발 대칭 깨짐을 겪어 {\displaystyle H\subset G}로 깨진다고 하자. 이 경우, 진공 상태들의 집합은 잉여류 공간 {\displaystyle G/H}이다. 이에 따라, 만약 호모토피 군 {\displaystyle \pi _{d-1}(G/H)}가 자명하지 않다면 위상수학적으로 보존되는 상태들이 존재한다. 이들은 {\displaystyle H}에 대하여 자기 홀극임을 보일 수 있다. 이들을 엇호프트-폴랴코프 자기 홀극이라고 한다.
호모토피 군 {\displaystyle \pi _{d-1}(G/H)}는 다음과 같은 긴 완전열을 통해 계산할 수 있다.
{\displaystyle \dotsb \to \pi _{k}(H)\to \pi _{k}(G)\to \pi _{k}(G/H)\to \pi _{k-1}(H)\to \pi _{k-1}(G)\to \pi _{k-1}(G/H)\to \dotsb \to \pi _{1}(H)\to \pi _{1}(G)\to \pi _{1}(G/H)\to \pi _{0}(H)\to \pi _{0}(G)\to 0}
특히, 리 군의 2차 호모토피 군은 항상 자명하다. 따라서, {\displaystyle d=3}인 경우,
{\displaystyle 0\to \pi _{2}(G/H)\to \pi _{1}(H){\xrightarrow {\iota }}\pi _{1}(G)\to \dotsb }
이므로
{\displaystyle \pi _{2}(G/H)=\ker \iota \subset \pi _{1}(H)}
이다. 만약 {\displaystyle G}가 단일 연결 공간이라면,
{\displaystyle \pi _{2}(G/H)\cong \pi _{1}(H)}
이다.

## 대통일 이론에서의 자기 홀극
대통일 이론에서는
- {\displaystyle G}는 대통일군 (예를 들어 SU(5) 또는 SO(10))
- {\displaystyle H=SU(3)\times SU(2)\times U(1)}는 표준 모형의 게이지군
- {\displaystyle d=3} (공간의 차원)

이다. 대통일군은 보통 반단순(semisimple) 리 군인데, 이 경우 그 기본군은 유한 아벨 군이다. 예를 들어,
- {\displaystyle \pi _{1}(SU(N))=\pi _{1}(\operatorname {Spin} (N))=1} (자명군)
- {\displaystyle \pi _{1}(SO(N))=\mathbb {Z} /2}

이다. 반면 표준 모형의 게이지 군의 기본군은
- {\displaystyle \pi _{1}(H)=\pi _{1}(U(1))=\mathbb {Z} }

이다. 따라서, {\displaystyle \pi _{1}(G)=\Gamma }가 유한 아벨 군이라면 군 준동형
{\displaystyle \mathbb {Z} \to \Gamma }
의 핵은 항상 {\displaystyle \mathbb {Z} }이다. 따라서, 대통일군이 반단순 리 군인 경우 (또는 일반적으로 대통일군의 기본군이 유한군일 때) 항상 자기 홀극이 존재한다.

## 특성
양-밀스 이론에서 게이지 군이 힉스 메커니즘으로 인하여 자발 대칭 깨짐을 겪는 경우 발생한다. 디랙 자기 홀극과 유사하지만 특이점이 없고, 유한한 총 에너지를 가진다.
엇호프트-폴랴코프 홀극은 원점을 근처로 국소화돼 있으며, 원점에서 멀리 떨어진 곳에서는 디랙 자기홀극으로 수렴한다. 그러나 원점에서는 게이지 군은 깨지지 않는다. 힉스 장 {\displaystyle H_{i}} ({\displaystyle i=1,2,3})
은 {\displaystyle x_{i}f(|x|)}에 비례한다.
대부분의 게이지 이론은 엇호프트-폴랴코프 자기 홀극을 가지지만, 특수한 경우에는 그렇지 않을 수도 있다. 정확히 말하면, (콤팩트 리 군이라고 가정한) 게이지 대칭 리 대수가 가환 부분을 가지고, 또 전하 연산자가 리 대수의 반단순 부분대수에 포함되지 않은 경우, 자기 홀극이 존재하지 않을 수 있다. 표준 모형의 경우 SU(2)×U(1)에서 U(1)이라는 가환부분군이 있고, 또 전하 연산자가 순수히 SU(2)안에 들어있지 않고 SU(2)×U(1)에 대각으로 걸쳐 있으므로, 자기 홀극이 존재하지 않는다.
대부분의 대통일 이론은 반단순 리 군(SU(5), SO(10) 등)으로 나타내어지므로, 엇호프트-폴랴코프 자기 홀극을 가진다. 그러나 자기 홀극은 아직 실험적으로 관측되지 않았다.